# Bố Tha
Bố Tha (chữ Hán giản thể: 布拖县, Hán Việt: Bố Tha huyện) là một huyện thuộc Châu tự trị dân tộc Di Lương Sơn, tỉnh Tứ Xuyên, Cộng hòa Nhân dân Trung Hoa. Huyện này có diện tích 1685 km2, dân số năm 2002 là 140.000 người. Huyện được chia thành các đơn vị hành chính gồm 3 trấn, 27 hương.
- Trấn: Đặc Thổ Lý, Tha Giác, Long Đàm.
- Hương: Bổ Nhĩ, Giác Tát, Mỹ Tát, Ô Y, Lạp Quả, Lãng Châu, Sa Lạc, Lạp Đạt, Tứ Khỏa, Ngõa Đô, Cơ Chỉ, Liên Bổ, Ô Khoa, Mộc Nhĩ, Lạc Cổ, Bổ Lạc, Hỏa Liệt, Địa Lạc, Hiệp Tỉnh, Cửu Đô, Nhạc An, Thải Cáp, Ngưu Giác Loan, La Gia Bình, Bao Cốc Bình, Ủy Chỉ Lạc, Nga Lý Bình.